# Willi Hoselmann
Willi Hoselmann (* 27. Januar 1890 in Duisburg; † 11. März 1978 in Düsseldorf) war ein deutscher Bildhauer.

## Leben
An der Kunstakademie Düsseldorf studierte Hoselmann Bildhauerei. Dort war er Meisterschüler von Hubert Netzer. Seit 1933 war er Mitglied des Künstlervereins Malkasten. Auch den Düsseldorfer Jonges und der Künstlergruppe 1949 gehört er an. In der Zeit des Nationalsozialismus schuf er NS-Kunst. Eine Privatschülerin Hoselmanns war Gerda Kratz.
Sein Sohn Wilhelm Hoselmann leitete jahrzehntelang als Baudirektor das Bauamt der Stadt Geldern.

## Werke (Auswahl)

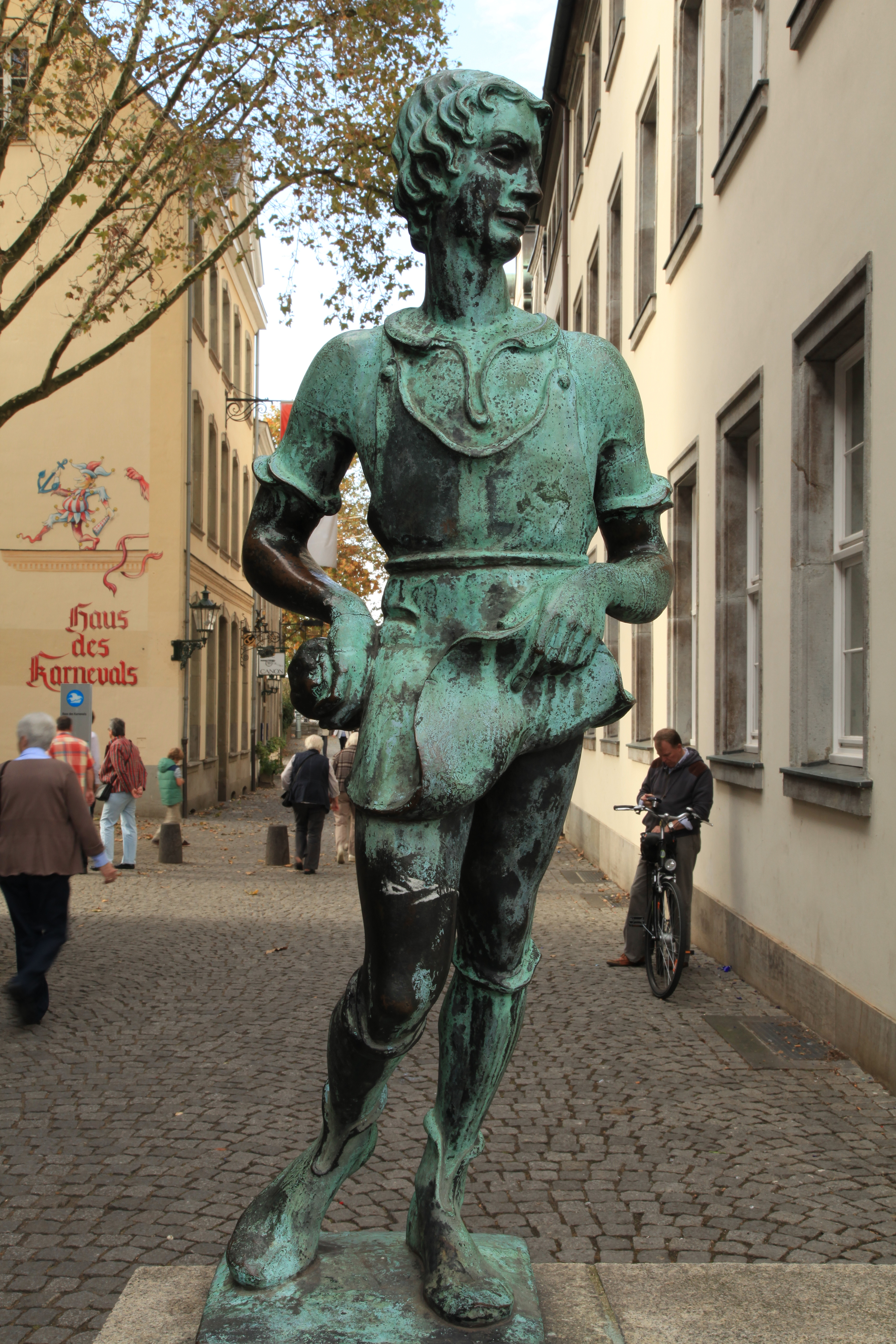
Gießerjunge

- Putten und Steinvasen für die Düsseldorfer Ausstellung GeSoLei, 1926–1928: Steinvase Radschläger (auf der Uferschutzmauer am Rheinpark Golzheim),[2] Steinvasen Martinszug und Die Lebensalter (auf dem Sockel am NRW-Forum im Düsseldorfer Ehrenhof)[3][4]
- „Morgen marschieren wir“,[5] mit einem 4. Preis (500 RM) ausgezeichneter Gemeinschaftsentwurf mit dem Architekten Peter Dierichsweiler für das Kriegerdenkmal des Füsilier-Regiments General Ludendorff (Niederrheinisches) Nr. 39, 1927[6][7] (ausgeführt von Bildhauer Jupp Rübsam, enthüllt 1928)
- Gießerjunge, Bronzefigur an der Ecke Zollstraße/Marktplatz in Düsseldorf, im Auftrag der Düsseldorfer Jonges, 1932 aufgestellt[8]
- zusammen mit Hans Reissinger: Denkmal der Bewegung, NS-Denkmal in der Form eines liegenden Hakenkreuzes auf dem Luitpoldplatz, Bayreuth, 1934, nach Beeinträchtigung durch „Wildpinkler“ 1935 abgerissen[9]
- Denkmal der Deutschen Mutter (Mutter, die ihre Kinder ins Leben leitet), NS-Denkmal in der Ehrenhalle des Hauses der Deutschen Erziehung, Bayreuth, 1936[10]
- Adler mit Hakenkreuzfahne, Relief über dem Portal des Hauses der Deutschen Erziehung, Bayreuth, 1936[11]
- Ehrenmal für den Vizeadmiral Maximilian Reichsgraf von Spee, über einem Portal am Palais Spee (östlicher Trakt) 1936 platziert[12]
- Fischerjungen-Brunnen aus Aachener Blaustein, 1938, im Auftrag der Düsseldorfer Jonges zur 650-Jahr-Feier der Stadt Düsseldorf, Stiftsplatz 2, Düsseldorf
- Schulrelief, Muschelkalk, über dem Haupteingang der Schule am Salierplatz (heute Don-Bosco-Schule), Salierstraße 37, Düsseldorf-Oberkassel, 1939
- Steinfigur Falkner als Teil der Figurengruppe Die Ständischen, Kunstprojekt zur Reichsausstellung Schaffendes Volk 1937, zunächst wieder entfernt, 1941 im Nordpark Düsseldorf erneut am großen Wasserbassin aufgestellt[13]
- Heinrich-Heine-Gedenktafel am Geburtshaus Heinrich Heines in der Bolkerstraße, Düsseldorf, im Auftrag der Düsseldorfer Jonges, 1947[14]
- Relief Lorenz Cantador in den Arkaden des Verwaltungsgebäudes Marktplatz 6, Düsseldorf, 1948[15]
- Tierkreis-Relief am Mittelbau der Gerling-Verwaltungsbauten, Von-Werth-Straße 14, Köln, um 1950
- Gedenktafel für den Architekten Philipp Schaefer und Lyra als Memorial der ehemaligen Tonhalle am Gebäude Karstadt in der Schadowstraße in Düsseldorf, um 1952
- Schmuckvase, Kalkstein, Burggrafenstraße, Düsseldorf-Oberkassel, 1953
- Büste Friedrich Spee, auf einer Stele östlich der St.-Suitbertus-Basilika (auf der Rückseite des Suitbertus-Gymnasiums), Düsseldorf-Kaiserswerth, aufgestellt 1959 von den Düsseldorfer Jonges[16]